# Бої за Дебальцеве (2015)
Зимові Бої за Дебальцеве тривали в період 21 січня — 18 лютого 2015 року. Дебальцеве — місто з важливим залізничним вузлом, воно також лежить на перехресті двох автошляхів міжнародного значення: М03, що має напрям Харків — Бахмут — кордон РФ до Ростова-на-Дону, і М04, що поєднує Луганськ з Донецьком. Дебальцеве було визволене від проросійських бойовиків в ході літньої операції 2014 року.

## Передумови
Станом на початок 2015 року, українські сили утримували Дебальцевській виступ: Дебальцеве, Вуглегірськ, Рідкодуб, Чорнухине. Чисельність українських сил оцінювалася у 2,5 тис. військовослужбовців. Дебальцеве і навколишні населені пункти визволили в ході літніх боїв 2014 року.
На початку 2015 року тривали запеклі бої у Донецькому аеропорту. Із падінням Донецького аеропорту в 20-х числах січня, сили окупаційних корпусів за підтримки російських військ розпочали атаки на Дебальцеве.

## Командування
У січні 2015 року повідомлялося, що командувач АТО генерал Сергій Попко безпосередньо керував бойовими діями ЗСУ в районі Дебальцевого.

## Перебіг подій

Детальна і стратегічна карта битви за Дебальцеве

1 січня під артилерійський обстріл проросійських сил потрапили житлові квартали, є руйнування та спалені будинки. 11 січня обстріли продовжилися, цього разу з установок «Град».
16 січня поблизу Одрадівки під час обстрілу загинули артилеристи 44-ї бригади — старший сержант Микола Штанський, солдати Олександр Босий, Віталій Каракула та Сергій Слобоженко.

### Бій 21 січня на опорному пункті «Льоха»
21 січня 2015 р. українські воїни 128-ї гірсько-піхотної і 17-ї танкової бригад під командуванням старшого лейтенанта Романа Жованика на опорному пункті «Олексій» («Льоха») під селом Санжарівка зупинили наступ колони 4-ї мотострілецької бригади 2-го армійського корпусу ЗС РФ і розгромили її. Український опорний пункт мав 26 бійців, вони зупинили ротно-тактичну групу, що нараховувала щонайменше 28 одиниць техніки: 3—4 танки (оцінюється до 6), близько 10 БМП (оцінюється до 12), декілька МТЛБ, вантажівки, близько 100 осіб особового складу (оцінюється до 150). Успіх бою завдячував кільком факторам: мінні загорожі, встановлені раніше під командуванням капітана Сергія Мелимуки, туман, узвишшя, на якому був розміщений опорний пункт, рух у похідних колонах російських військ, які розраховували на фактор раптовості і суттєву чисельну перевагу. Українські сили мали на опорному пункті 2 од. БМП, 2 гранатомети СПГ-9, один танк Т-64, у якого після першого пострілу заклинила гармата. Російські сили втратили знищеними 2 танка Т-64, 2 од. БМП-1, вантажівки Урал-4320 і ГАЗ-66, позашляховик. Ще один танк Т-64БВ і БМП російські сили кинули цілими — вони стали українськими трофеями. Українські сили не мали поранених в цьому бою. Наслідком розгрому колони стало те, що Костянтину Степанищеву, полковнику ЗС РФ з позивним «Алмаз», який безпосередньо командував цим боєм, його підлеглі прострелили ногу і відправили в Москву.
Бій 21 січня став першою значною битвою у зимовій Дебальцевській операції. Згідно з даними захоплених карт, у випадку успішного прориву через опорний пункт, російське командування планувало взяти смт Миронівський, внаслідок чого українське угруповання в Дебальцевому чисельністю у 2,5 тисяч військовослужбовців потрапило б в оточення.

### Бій 25 січня за висоту 307,5 на опорному пункті «Валєра»
25 січня у бою за висоту 307,5 м «Валєра» поблизу села Санжарівка проросійські терористи тричі штурмували українські позиції. У третій атаці рушило 5 танків і БМП, атаку відбили, але й самі вимушено відійшли. Танк терористів на повному ходу розчавив трьох вояків і двічі проїхався по лейтенантові Зозуляку. Зозуляк був притомним. Після від'їзду танка розплющив очі — вони дивилися в різні боки. Зозуляка врятували бронежилет і наколінники. Три переломи таза, опіки, розриви м'язів, відірвані м'язи, перелом гомілкостопа і три переломи в стопі, рвані рани з лівого боку. Над Зозуляком танк застряг, лейтенант пролежав під ним понад годину. Українські вояки почали обстрілювати танк, солдат Руслан Халілов зумів його підірвати 2 гранатами, гранатометник Борис Лисий справу довершив. На тій позиції загинуло 7 українських вояків і десятки терористів. Лейтенант Зозуляк втратив руку. Серед загиблих: солдати 128-ї бригади Адальберт Ковач, Федір Лопацький, Володимир Питак, Андрій Капчур, Олександр Леврінц та бійці 54-го ОРБ: старшина Олександр Венгер, старший лейтенант Сергій Свищ.
26 січня під Дебальцевим українські сили відбили танкову атаку бойовиків, внаслідок чого терористично-російські сили зазнали втрат і відступили.
28 січня на прорив українських позицій рушило 40 танків російсько-терористичних військ, але ще на підході було знищено близько 30. Ці дані згодом опосередковано на брифінгу підтвердив речник РНБО.
В цей день вперше у відкритому бою була розбита широковідома російська приватна військова компанія «Вагнер» — секретний диверсійно-штурмовий підрозділ найманців ЗС РФ під командуванням полковника Дмитра Уткіна.
29 січня в батальйоні «Азов» заявили про те, що в результаті боїв за Дебальцеве бойовики Олексія Мозгового залишили свої позиції, втративши 50 бойовиків убитими й 80 пораненими. На ранок 30 січня стає відомо, що в Алчевськ прибули для довкомплектування озброєнням і технікою бойовики так званої бригади «Прізрак» — зазнали серйозних втрат північніше Дебальцевого; втрачено до 15 одиниць ББМ і танків, втрати в особовому складі перевищують 100 людей.

### Втрата Вуглегірська
29 січня після обстрілу, о 8:55, за підтримки танків і піхоти бойовики атакували українські позиції під Вуглегірськом, зав'язався бій, проросійські бойовики увійшли до міста з боку Горлівки. У центр міста увійшли танки й піхота, є втрати з обох сторін, до бою вступив батальйон «Світязь». У ході бою українські військовики знищили два танки бойовиків. Від осколкових поранень загинуло двоє мирних містян. Під вечір того дня українські сили відбили атаку терористів, до міста увійшов батальйон Національної гвардії України, йде зачистка. Артилерійсько-ракетний вогонь ЗСУ накрив російсько-терористичні підрозділи, останні по цьому покинули лінію зіткнення. Серед бойовиків щонайменше 2 вбитих та 9 поранених. Станом на ранок 30 січня перебуває під частковим контролем терористів. Окремі українські опорні пункти тримаються — атака вібулася 29 січня, після артобстрілу було завдано удару танками по позиціях ЗСУ. Протягом кількох тижнів до цього загони терористів просочувалися в місто — під виглядом мирних жителів, та вдарили з тилу. У Вуглегірську перебуває бронетехніка бойовиків, облаштовані снайперські гнізда в житлових будинках.
30 січня від обстрілів бойовиків у Дебальцевому загинуло 7 людей — потрапляння в житлові будинки. 31 січня група «Інформаційний спротив» повідомляє, що до району Єнакієве — Вуглегірськ російсько-терористичні війська перекидають підкріплення — відмічено проходження конвою постачання — до 15 одиниць критого вантажного транспорту у супроводі бронегрупи з 3 БМП-2; зафіксовано перекидання через Красний Луч у цей район 8 танків і 14 одиниць БМП й БТР. У Держслужбі з надзвичайних ситуацій повідомили, що за 30 січня з Дебальцеве евакуювали 310 людей: 250 — до міста Святогірськ, 60 — до Бахмуту. Вдень в Міноборони повідомили, що Вуглегірськ лише частково перебуває під контролем бойовиків, у місті станом на 14:00 тривають вуличні бої, а Дебальцеве повністю під контролем сил АТО. Арсеній Яценюк заявив, що всього з Дебальцеве евакуйовано близько тисячі чоловік. Лише за ніч вивезли 27 дітей та 44 людини похилого віку. Він повідомив, що там працює шість автобусів і бойовики починають їх обстрілювати, коли бачать, що вони вивозять людей. 31 січня українські військові розпочали контратаку проти терористів у Вуглегірську. 30 січня терористи обстрілами убили 2 мирних жителів в Дебальцевому. Увечері 31 січня українські військовики деблокували понад 70 силовиків, серед них — 39 бійців роти міліції спецпризначення «Світязь» та 34 військовослужбовця Збройних сил України, втрат не було, двоє військових отримали легкі поранення. 31 січня поблизу Дебальцевого було знешкоджено 3 гармати терористів. Серед полеглих того дня — Андрій Реута (Національна гвардія), родом з Сум, 1983 р.н., підірвався на фугасі поблизу Вуглегірська.
Станом на першу половину дня 1 лютого в управління МВС Донецької області повідомили про 7 загиблих та 6 поранених мирних жителів внаслідок масових артобстрілів з боку бойовиків по населених пунктах Дебальцеве, околицях Торецька та Бахмутському районі. Того ж дня в РНБО підтвердили інформацію, що частина Вуглегірська перебуває під контролем бойовиків, але ситуація в районі Дебальцевого загалом під контролем українських військових. Журналіст Р. Бурко повідомив, що в районі Дебальцевого українські військові знищили 25 одиниць бронетехніки, 10 Уралів, 3 «Урагани» з боєкомплектом, 4 танки та 2 «Смерчі». О 14:50 в результаті прямого попадання снаряда з боку бойовиків було частково зруйновано будівлю міськвиконкому, коли біля неї збиралися мирні жителі для подальшого виїзду з міста. 9 осіб були поранені. Близько 13:05 по будівлі міськради Дебальцевого терористи завдали вогневого удару з «Градів». Саме в цей час поруч з міськрадою відбувалася погрузка в автобуси біженців, серед яких були люди похилого віку, жінки та діти. Українські сили після артилерійські підготовки намагалися зайти до Вуглегірська, однак російсько-терористичні сили вчинили неабиякий спротив. З'явилася неофіційна інформація, що 4 українські танки були підбиті, підрозділи ЗСУ та Національної гвардії відійшли з Вуглегірська. Під час боїв за Вуглегірськ того дня загинули четверо бійців батальйону «Донбас». Ввечері А. Лисенко заявив, що спроби проросійських бойовиків атакувати та знешкодити сили АТО у Дебальцевому провалилися. Зорян Шкіряк повідомив, що в районі Дебальцевого ударами артилерії ЗСУ було знищено колону російської військової техніки.
2 лютого група «Інформаційний спротив» оприлюднила дані щодо кількості діючих в районі Дебальцевого збройних бандформувань — близько 3500 осіб, 35 танків, приблизно 90 бойових броньованих машин. Ці сили розподілені на 4 тактичні групи, їх підтримують 3 артилерійські групи — всього до 60 гармат ствольної артилерії і близько 32 установок РСЗВ. Згідно повідомлення РНБО, втрати терористів цього дня під Дебальцевим склали вбитими 84 людей.
3 лютого речник АТО А. Лисенко повідомив, що протягом минулої доби бойовики безуспішно намагалися оточити підрозділи Збройних сил України під Дебальцевом. Також речник РНБО повідомив оперативні дані — при спробі штурмувати Вуглегірськ прицільно працювала українська артилерія, військово-терористичні формування на відкритій території просто гинули. Почалася паніка, внаслідок  масової загибелі бойовиків почався відступ. На цей випадок російським командуванням був підготовлений підрозділ внутрішніх військ — «дивізія Дзержинського», яка в цьому часі виконувала функцію загороджувального загону. За день з Дебальцевого та Світлодарська було евакуйовано 188 людей.
- Через 6 днів, 9 лютого, з'являються дані, що у складі російсько-терористичних військ, які брали участь у боях за Вуглегірськ під Дебальцевим, перебував й підрозділ десантників з 11-ї окремої десантно-штурмової бригади, дислокується в Улан-Уде (Бурятія). Зокрема, на відео від 3 лютого було ідентифіковано капітана Третяка, що за повідомленням користувачів перебував на службі у 11 ОДШБр.[60][61][62]

Уночі 4 лютого бойовики зробили чергову спробу захопити позиції українських військових, атакувавши з 22:50 Збройні сили України фактично з усіх видів зброї. На ранок того дня в район Дебальцевського плацдарму російсько-терористичні війська додатково перекинули 18 танків, 23 бойові броньовані машини, до 55 одиниць критого вантажного автотранспорту. Група «Інформаційний спротив» повідомила, що українські військові за три дні вщент розбили танковий підрозділ терористів, що складався із 16 одиниць техніки. 7 танків було підбито в першу добу наступу, 4 танки було втрачено у ході ударів української артилерії в перебігу подальших двох діб, ще 3 танки вийшли з ладу з інших причин.
За ніч 4 лютого на Дебальцівському напрямку, поблизу Чернухине і Міуса, бойовики двічі намагалися штурмувати позиції українських військових, але їхні атаки були відбиті. Знищили 190 бойовиків. Вранці Д. Тимчук повідомив, що в районі Дебальцевського плацдарму українська артилерія завдала низку попереджувальних ударів по позиціях бойовиків, під Брянкою було накрито вогнем позиції резервного підрозділу ЗС РФ із бойовою технікою. 5 лютого бойовики знову завдали артилерійських ударів по Дебальцевому, загинуло щонайменш 5 жителів.
6 лютого у МВС України повідомили, що українській стороні вдалося домовитись з бойовиками про тимчасове перемир'я та створити «зелений коридор» для евакуації з Дебальцевого мирного населення. Бойовики заявили, що перемир'я триватиме з 10:00 до 17:00. Того ж дня прес-секретар Президента Порошенко Святослав Цеголко повідомив, що українські військові провели успішну операцію в районі населеного пункту Рідкодуб, який розташований у нижній частині «дебальцівського плацдарму» в результаті якої на український блок-пост було завезено зброю, боєприпаси та продукти. Командування російсько-терористичних військ намагалося провести планомірну евакуацію техніки — підбитої та пошкодженої поблизу Дебальцевого — на ремонтні бази в Горлівці та Перевальську. Ці заходи були ускладнені завдаванням ударів по евакуаційних командах українськими військами — протягом кількох діб бойовикам вдалося евакуювати лише 4 одиниці бронетехніки. Станом на 19-у годину підрозділи МВС та ДСНС евакуювали близько 600 людей.
7 лютого у Новогригорівці українські бійці відбили танкову атаку. Противник намагався штурмувати позиції із застосуванням 5 танків — за підтримки до 50 бойовиків, напад відбито.

### Втрата Логвинового
8 лютого з панівних висот над селом Логвинове були зняті підрозділи 30-ї бригади, і рано вранці Логвинове без бою зайняли проросійські сили, перерізавши таким чином головну магістраль сполучення Дебальцевого з українськими тилами.
9 лютого екс-міністр іноземних справ Швеції Карл Більдт на своїй сторінці у Твіттері написав, що росіяни зроблять усе можливе, щоб захопити Дебальцеве до 11 лютого, коли має відбутися зустріч у Мінську. Група «Інформаційний спротив» повідомила, що за добу в район Дебальцевого бойовики перекинули 15 танків та 10 одиниць ББМ, 2 батарей протитанкових гармат МТ-12 «Рапіра»,8 гармат, 4 установки реактивних систем залпового вогню. У Дебальцевому та Авдіївці внаслідок терористичного обстрілу загинуло семеро мирних жителів. Того ж дня підрозділи Збройних сил України у співдії з протидиверсійною групою батальйону «Донбас» не дали терористам перебрати контроль над трасою Дебальцеве-Артемівськ. Для унеможливлення удару з підходом свіжих сил противника було підтягнуто значні резерви. Семен Семенченко повідомив, що о 6:00 бронегрупа ворога увійшла до Логвинового. Після 12:00 українські сили почали робити спроби відбити Логвинове. До цього моменту туди підтягнулися додаткові сили противника. Під час боїв обидві сторони зазнали втрат. На околиці Дебальцевого українські силовики знищили 4 танки бойовиків. Журналіст А. Цаплієнко сповістив, що у Дебальцеве майже «котел», але командир батальйону «Артемівськ» В. Гелвич повідомив, що в результаті спільних дій ЗСУ, Нацгвардії та батальйону «Артемівськ», бойовикам замкнути «котел» не вдалося. С. Семенченко також запевнив, що «котла» немає, а пізніше повідомив, що українська артилерія б'є по позиціях терористів у районі Логвинового. У той ж час бойовики «ДНР» вчергове заявили, що їм вдалося замкнути «дебальцевський котел», але бої на східних окраїнах Дебальцевого тривають. Ввечері представник штабу АТО А. Стельмах повідомив, що трасу Дебальцеве-Артемівськ контролюють українські військові.
40-й батальйон ЗСУ повідомив, що Росія застосувала авіацію поблизу Новогригорівки під Дебальцевим — 4 штурмовики російських ВПС завдали удару по позиціях батальйону.
- Прес-секретар РНБОУ даний факт заперечив, проте згодом Ю. Бірюков, котрий перебував у розташуванні підрозділу, факт повітряної атаки підтвердив[86]. У штабі АТО ввечері повідомили, що небо над Дебальцевським плацдармом контролюють українські військові і готові відбити будь-яку атаку терористів з повітря[87].
- У грудні 2017 року було опубліковано спогади Дениса Лесняка, заступника командира зенітно-ракетного дивізіону 128-ї бригади, що на спостережному пункті 501 особисто спостерігав проліт Су-24 зі сторони с. Чорнухине на висоті до 1 км. Зв'язавшись з Генштабом, було встановлено, що це працював український розвідник Су-24МР, проте через погану координацію Генштабу, Штабу АТО та підрозділами в полях, попереджень про проліт не було.[88]
- 10 лютого 2018 року речник РНБО повідомив, що протягом ночі було знищено понад 30 терористів та приблизно 15 одиниць важкої техніки бойовиків[89]. Того ж ранку в Міністерстві оборони України запевнили, що під Дебальцевим ситуація контролюється ЗСУ. Всі штурмові дії з боку бойовиків були успішно відбиті силами АТО[90]. В другій половині дня під Логвиновим потрапили у засідку та були поранені начальник львівської обласної міліції Дмитро Загарія й командир батальйону спеціального призначення МВС «Львів» Ігор Вольський. Від вибуху фугасу загинув начальник УВБ на Львівській залізниці Дмитро Терновий. Офіцери кілька годин тримали оборону та зуміли з боєм прорватися назустріч підоспілій підмозі — бійці спецбатальйону «Львів» та підрозділ Нацгвардії провели 3 бойових рейди для порятунку, з третьої спроби група із 8 бійців батальйону «Львів» на чолі з командиром роти — за підтримки ЗСУ — деблокували офіцерів [91]. Того дня лютого в Дебальцевому диверсійно-розвідувальна група бойовиків намагалася захопити міський відділ міліції. Співробітники міліції спільно та бійці батальйону «Артемівськ» активно відкрили вогонь по диверсантах та відкинули їх; в ході бою загинув начальник міськвідділу міліції полковник Юханов Євген Георгійович[92].

10-11 лютого 2014 року під час зачистки населеного пункту Логвинове завдяки сміливості та блискавичним рішучим діям офіцера штурмова група захопила частину населеного пункту, при цьому особисто Володимир Гринюк знищив 3 одиниці бронетехніки та до 30 бойовиків. Під час проведення операції отримав поранення, але продовжив керувати зведеним підрозділом. Підпорядкований В. Гринюку підрозділ знищив велику кількість бронетехніки та живої сили незаконних збройних формувань. 11 лютого терористи відступили з Логвинового після масованих ударів української артилерії — частина у напрямку Нижнього Лозового, частина відійшла на кілька кілометрів від траси Дебальцеве — Артемівськ в напрямі Новогригорівки на проміжні позиції.
11 лютого Президент Порошенко заявив про проведення кількох успішних операцій в районі Дебальцевського плаццарму, які дозволили відбити два населених пункти і забезпечити контроль над лінією зіткнення.
На ранок 12 лютого до Дебальцевого з-під Алчевська підійшла група — 100—110 бойовиків, 6 танків та 11 ББМ, кілька критих вантажівок з гаубицями Д-30. Північніше Вуглегірська у залишків Горлівської «бронегрупи» залишилося 5 танків, очікуючи поповнення. В район станції Байрак (Горлівка) противником було перекинуто 2 РСЗВ БМ-21 «Град» та колону напівпричепів вантажних автомобілів, у супроводі — російські військовослужбовці, половина з них була одягнута в польову форму Збройних сил Росії, інші — в українській формі нового зразка, з нашивками «Укроп» та українськими прапорцями. Вранці українські сили почали операцію по деблокуванню траси Артемівськ — Дебальцеве, намагаючись при цьому вибити терористів з Логвинового — за підтримки бронетехніки.
12 лютого частини ЗСУ займають штурмом частину Логвинового та розблоковують трасу Артемівськ — Дебальцеве, в селі залишилися осередки опору, які придушуються; частини батальйону «Донбас» проводять зачистку селища і прилеглої ділянки траси. Танкісти у 20-хвилинному бою під Логвиновим ліквідували щонайменш 8 російських Т-72 5-ї танкової бригади. Серед інших брала участь рота 1-ї танкової бригади — три із п'яти Т-64БМ «Булат» капітана Олександра Мороза. Рота прикривала танки 30-ї бригади, що йшли на Логвинове.
Вранці 13 лютого поблизу Логвинового зачистка частиною батальйону «Донбас» була припинена — після відходу підрозділів ЗСУ з бронетехнікою, терористи завдали контрудару з використанням бронегрупи — 7 танків, інтенсивність боїв наростає. У боях за Логвинове батальйоном «Донбас» знищено до взводу противника, один танк і БМП, полягло троє вояків, четверо поранені. Біля Логвинового постраждали пасажири від обстрілу, водій загинув на місці, пасажир поранений. Вдень російсько-терористичні сили витисли українські формування з Логвинового, саме село не контролюється ніким, ідуть бої.
13 лютого А. Лисенко повідомив, що згідно з Мінськими домовленостями Дебальцеве має залишитись під контролем української сторони. Заступник міністра оборони Петро Мехед заявив, що бойовики мають намір встановити контроль над Дебальцевим і Маріуполем до 15 лютого, коли згідно з мінськими угодами сторони мають припинити вогонь. Прес-секретар Путіна Д. Пєсков заявив, що українські військові перебувають у «дебальцівському котлі», але намагаються вибитись з нього при цьому порушуючи режим припинення вогню. Пізніше в Міноборони повідомили, що оточення Дебальцевського плацдарму немає. Загалом на середину дня під Логвиновим бійцями «Донбасу» та ЗСУ було знищено близько 50 бойовиків, 15 терористів потрапило в полон. Українці втратили вбитими троє бійців, шість чоловік було поранено.
14 лютого бойовики завдали прямого удару з «Граду» по приміщенню міськвідділу міліції. Ввечері Семен Семенченко повідомив, що сили АТО взяли під контроль дорогу «Артемівськ-Луганське-Лозове-Дебальцеве», але бойовики контролюють трасу «Дебальцеве-Артемівськ» через Логвинове і обладнали там опорний пункт. «Протягом декількох днів терористи намагалися перерізати усі комунікації ЗСУ, розтягнувши від Вуглегірська до Логвинового. Намагалися піти далі, але їм надавали по вухах, спалили купу техніки і план „Барбаросса“ провалився» — згадував Семенченко.

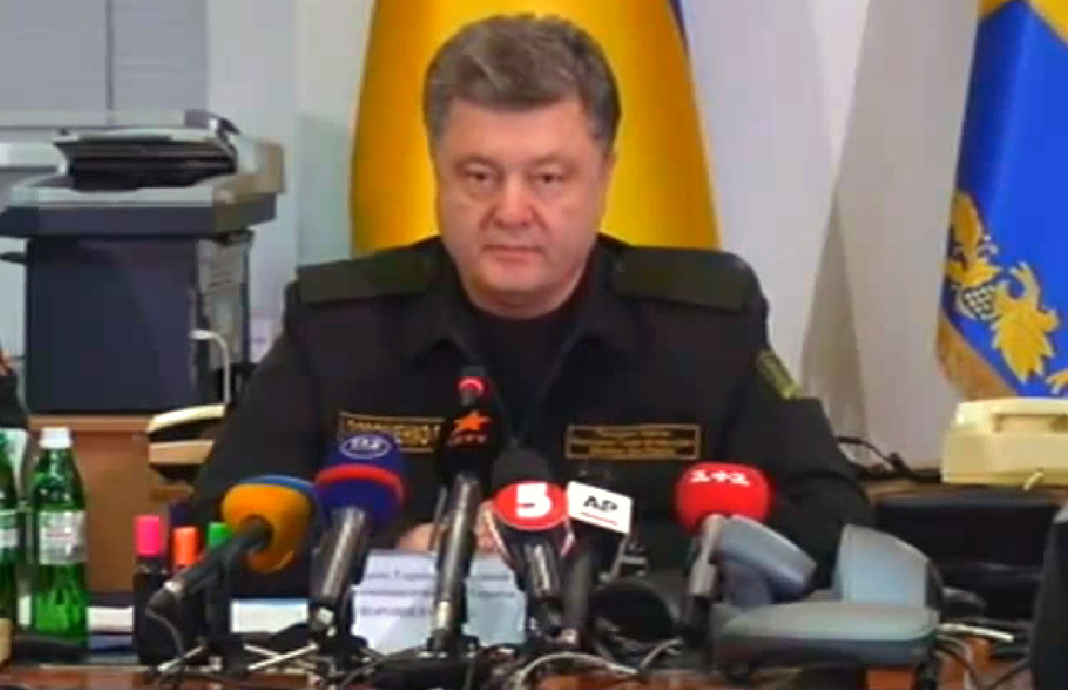
Петро Порошенко. 15 лютого 2015

15 лютого до лікарні Артемівська було привезено 40 військових, яких було поранено під Дебальцевим до початку «перемир'я». Їх намагалися вивезти протягом 4-х днів кілька разів, але це не вдавалося здійснити, бо дорога постійно прострілювалася. Пробиватися довелося польовими дорогами, так як ділянку Луганське — Логвинове було заблоковано терористами.
З 16 на 17 лютого в район поблизу Вуглегірська була перекинута ще одна тактична група, яка була укомплектована місцевими громадянами — в основному зі складу незаконного формування «Восток» та колишнього «Народного ополчення Донбасу»; загалом до 150 осіб, 6-ти танків, до 10 ББМ, 2 броньованих тягачі БТС-4, 6 армійських вантажівок, 3 джипи, 3 автобуси. Під Вергулівку була перекинута ротна тактична група сил, яких ідентифікували як російські та ті, що мають ознаки терористичних, укомплектованих найманцями неслов'янської зовнішності, на озброєнні як мінімум 15 танків, до 10 критих армійських вантажівок, шість 120-мм мінометів, 2 БМП-2 та 1 командно-штабна машина- на базі БТР-80.
17 лютого журналісти повідомили, що Дебальцеве в оточенні, зайти в місто, або вийти звідти без втрат неможливо. А. Цаплієнко повідомив, що вранці бойовики із криками «Аллах Акбар» захопили відділок міліції та залізничний вокзал. Станом на той день у Дебальцевому залишилось близько 2000 жителів. У МВС повідомили, що терористи просунулися вглиб Дебальцевого і зачищають частину міста. В. Селезньов повідомив, що йде штурм базового табору сил АТО, у місті йдуть вуличні бої. Водночас в Міноборони повідомили, що сили АТО здійснюють маневри підрозділами та вогнем, стримуючи агресію противника. Семен Семенченко коментуючи ситуацію сказав, що сили АТО в Дебальцеве перебувають в оперативному оточенні, однак «котла» немає. Дві дороги в районі Дебальцевого постійно обстрілюються, але колони проходять. «Батальйон „Донбас“ і ЗСУ тримає „дорогу життя“, паралельно польовій трасі. Вона обстрілюється, але колони проходять. На деяких пунктах складна ситуація, і бійцям доводиться битися в напівоточенні». У другій половині дня потрапила в засідку група військовиків 101-ї окремої бригади охорони Генштабу Збройних сил України та 8-го окремого полку спецпризначення та була полонена озброєними особами. Колона техніки здійснювала доставку вантажів для військових на Дебальцевському плацдармі. Група супроводження прийняла бій, але вистрілявши набої та втративши бронетранспортер, була захоплена у полон, щонайменше один з військовиків був важкопоранений. Російські та ідентифіковані як терористичні ЗМІ здійснили заяви щодо масової здачі у полон українських військових та захоплення 120 бійців прес-центром АТО кваліфікована як така, що не відповідає дійсності та є провокаційним «фейком».
Увечері 17 лютого в.о. речника Генштабу ЗСУ підтверджує інформацію, що інфраструктура Дебальцівського залізничного вузла є знищеною внаслідок постійних обстрілів. Залізничний вузол Дебальцеве для подальшого використання непридатний. Протягом доби в районі Дебальцевого загинуло п'ять українських військовослужбовців.
Вранці 18 лютого зі Стаханова були перекинуті великі формування місцевих озброєних людей та російських найманців, техніка та озброєння, станом на ранок лишилося не більш 300 осіб, які не належали до законних формувань, 2 БМ-21 «Град», 1 мінометна батарея — все решта було перекинуте під Дебальцеве. Ресурси з Горлівки також були перекинуті під Дебальцеве — в район Калинівки і північніше Вуглегірська було перекинуто 11 танків та 5 ББМ. З Донецька на Єнакієве через Ясинувату прослідували озброєні 300 осіб при 4 танках, 2 ЗУ-23-2, 3 вантажівки з гаубицями Д-30 на буксирі, 2 БМП-2, 2 БТР-80, 4 тентовані вантажівки. Ці ударні групи були зібрані в Петровському і Куйбишевському районах Донецька — для участі в Дебальцевській операції. Перейшла в наступ ударна тактична група незаконних збройних формувань від Вергулівки. До двох посилених рот вдарило по Дебальцевому з північного сходу. Загалом противники законної влади в Україні ввели у бій близько 25 танків, до 35 ББМ — при підтримці 3-х артдивізіонів — до 40 одиниць ствольної артилерії та 12 установок РСЗВ.
Таким ударним кулаком незаконним формуванням вдалося пробитися в місто та зав'язати в східній і центральній частинах вуличні бої. Українськими військовиками було підбито БМП-2 та БТР-70. З огляду на такий перебіг подій українські військові почали плановий та організований відступ з Дебальцевого, задля прикриття відходу почала працювати українська артилерія, завданням якої є не дати противнику збиратися в «ударні кулаки» та ліквідовувати його вогневі точки. При відході біля Логвинового українські військові 30-ї бригади полонили 15 осіб з незаконного збройного формування та 3 танки 2014-го року, зроблені в РФ.
Опівдні Президент України Петро Порошенко, особисто провівши рекогносцировку під Дебальцевим, заявив, що Збройні сили України разом з Національною гвардією України завершили операцію по плановому та організованому виводу частини підрозділів та що вже вийшло 80 % українських військових. За висновками проведених боїв Петро Порошенко ухвалив рішення присвоїти звання Героя України командиру 128-ї гірсько-піхотної бригади Сергію Шепталу. О 15-й годині дня надійшло повідомлення, що з Дебальцевого до Артемівська вивезено 167 поранених бійців ЗСУ. Увечері стало відомо, що під час відходу із Дебальцевого загинуло 13 українських військових.
20 лютого помічник міністра оборони Юрій Бірюков оприлюднив дані, де було сказано, що під час боїв на Дебальцевському плацдармі з 18 січня по 18 лютого загинули 179 українських військових, 110 військових потрапили в полон, а 81 — зникли безвісти. Від початку року під час боїв за Дебальцеве загинуло 2911 бойовиків, від часу припинення вогню (15 лютого) — 868. На 2 500 українських військових були кинуті 15 000 — 17 000 особового складу ворога.
21 лютого спецпідрозділ ЗСУ із Спілкою афганців провів операції по вивезенню з території, тимчасово контрольованої формуваннями «ЛНР», важко пораненого військовика — Вадима Довгорука — військовослужбовця 3-го полку спеціального призначення. Група Вадима потрапила в засідку — під час виконання бойового завдання по супроводженню конвою в Дебальцевому поблизу села Новогригорівка, вступила в бій з чисельно переважаючим противником, по попередніх даних п'ятеро бійців потрапило в полон, доля трьох на той час невідома.
Протягом 25-26 лютого з Дебальцевого вивезли 15 тіл загиблих українських військових.

## Втрати
20 лютого 2015 року Юрій Бірюков повідомив, що під час боїв на Дебальцевському плацдармі з 18 січня по 18 лютого загинули 179 українських військовослужбовців.
20 лютого 2015 року головний редактор сайту Цензор.нет Юрій Бутусов оприлюднив дані щодо оцінки втрат українських силовиків у боях за Дебальцеве в період з 24 січня по 18 лютого 2015 року: 159 загиблих, 118 полонених, 36 зниклих безвісти.
Згідно поїменим спискам загиблих кількість убитих оцінюється в 256 солдат.30 Мех. Бригада ЗСУ понесла самі тяжкі втрати(43 убитих). Також ЗСУ понесли втрати в техніці, розміром, як мінімум 180 одиниць. Серед неї велика частина, була ціла, або легко ремонтувалася.
Втрати армії ДНР і ЛНР складають близько 220—240 убитих і від 500 до 570 поранених.

### Полонені
19 травня 2015 вдалося звільнити двох українських вояків, полонених у Дебальцевому — Микола Валебний та Ігор Панчишин, 8-й батальйон Національної гвардії України.

### Російські втрати
13 лютого 2015 року поблизу селища Логвинове загинули 6 колаборантів з Донеччини, які воювали на боці російських загарбників.
- Морозов Юрій Васильович («Кот»);
- Катаєв Максим Федорович («Рудий»);
- Глєбов Василь Петрович («Грек»);
- Болотов Олег Вікторович («Болт»);
- Щербина Сергій Вікторович («Урал»);
- Данилик Павло Вікторович («Ден»).

## Реакція
- 29 січня 2015 року на прес-конференції голова Генерального штабу Збройних сил України Віктор Муженко повідомив: «На сьогоднішній день ми маємо тільки факти участі окремих військовослужбовців Збройних сил РФ, громадян РФ в складі незаконних збройних формувань у бойових діях. Бойових дій з підрозділами регулярної російської армії на сьогоднішній день ми теж не ведемо».[133][134]
  -  17 квітня 2015 року Віктор Муженко зробив заяву, що станом на січень ще не було задокументованих доказів прямих зіткнень з військовими частинами РФ, оскільки вони здебільшого перебували в тилу бойовиків, проте вже в лютому регулярні підрозділи Збройних сил РФ брали безпосередню участь у боях під Дебальцевим, Чорнухиним та Логвиновим.[135][136][137]

- 4 лютого 2015 року верховний представник ЄС із закордонних справ Федеріка Могеріні закликала встановити триденне перемир'я біля Дебальцевого для евакуації мирних мешканців, які страждають від обстрілів[138].

- 12 лютого президент Росії Путін заявив, що дав доручення «військовим експертам» розібратися в ситуації навколо Дебальцевого й пояснив, що в нього існують сумніви щодо мирного врегулювання ситуації в Дебальцевому, оскільки сепаратисти стверджують, що оточили угрупування українських військ і вимагають його здачі.

|                                 | Виходимо з того, що оточені в Дебальцеве 6-8 тисяч силовиків складуть зброю. |
| — Володимир Путін, Президент РФ |                                                                              |

- 13 лютого речник Державного департаменту США Джен Псакі заявила, що впродовж останніх кількох днів українського кордону з боку Росії перетнули танки та ракетні системи. Вона також додала, що російські військові розгорнули системи протиповітряної оборони поблизу Дебальцевого[140].

- 14 лютого канцлер Німеччини Ангела Меркель та президент Франції Франсуа Олланд під час телефонної розмови з Петром Порошенком висловили занепокоєння ситуацією навколо Дебальцевого і домовились уважно стежити за розвитком ситуації[141].

- 14 лютого Посол США в Україні Джеффрі Пайєтт зробив заяву, що під Дебальцевим розміщені російські танки та артилерія, та навів супутникові знімки розгорнутих артилерійських систем під селищами Ломуватка та Молодий Шахтар на доказ цього твердження[142][143][144][145][146].

|                                       | Сепаратисти тепер мають більше бойової сили, більше танків, бронетранспортерів, важкої артилерії і ракетних систем, ніж деякі країни НАТО і Європи. |
| — Джеффрі Пайєтт, Посол США в Україні | |

## Розслідування та свідчення
У березні 2015 року кореспондент «Нової газети» взяла інтерв'ю у 20-річного танкіста-контрактника Доржи Батомункуєва з 5-ї окремої танкової бригади РФ (Улан-Уде), що перебував у опіковому центрі в Донецьку. Той розповів, що з їх танкової бригади був сформований батальйон із контрактників-добровольців, який у жовтні 2014 перекинули на навчання на Кузьминський полігон у Ростовську область, де йшли навчання три місяці. 8 лютого була дана команда «готовності номер один», і батальйон поротно зайшов на територію України до Донецька. Вони брали участь у боях під Дебальцевим, відбиваючи спроби українських сил вийти з оточення. Танк Батомункуєва було підбито в районі Логвиного, де українські танкові з'єднання контратакували зі спробою повернути контроль над селищем і розблокувати оточені війська.
За матеріалами доповіді російського опозиціонера Бориса Нємцова «Путін. Війна», яка була оприлюднена після його вбивства 12 травня 2015 року, ключову роль у військових успіхах сепаратистів під Дебальцевим відіграло вторгнення російських військових в Україну. При цьому не менше 70 російських солдатів (у тому числі не менше 17 десантників з Іваново), за твердженням Нємцова, загинули в січні-лютому 2015 року у цих боях. Міноборони Росії обіцяло платити компенсації за смерть і каліцтва, попри звільнення. Однак, стверджується в доповіді, цю обіцянку виконано не було.
У лютому 2016 року група Conflict Intelligence Team оприлюднила розслідування, в якому досліджувала історію Євгена Усова, танкіста 6-ї окремої танкової бригади РФ, який отримав осколкове поранення під час бойових дій, і не пізніше 14 лютого 2015 року був доставлений у військовий госпіталь ім. Бурденко (Москва). До 21 лютого він отримав візит Міністра оборони РФ Сергія Шойгу. Групи танків Т-72Б3 6-ї бригади були зняті під Дебальцевим у розпал боїв, відомо про один знищений танк.
У липні 2020 року було оприлюднено фото російських окупантів, що у брали участь в оточенні Дебальцевого.

### Аналіз та оцінки
- У березні 2015 року колишній командувач військами НАТО в Європі Веслі Кларк дуже високо оцінив дії української армії в нинішній війні на Донбасі, а операцію в Дебальцеве з точки зору стратегії вважає успішною і такою, що увійде в підручники сучасної військової справи[152].
- Згідно з оцінками майора 128-ї бригади Дениса Лесняка, основні бої за Дебальцеве з жовтня 2014 до лютого 2015 року тривали на ділянках Нікішине, Чорнухине, шахти «Полтавська», Вільхуватки, Оленівки, де тримав оборону зокрема 15 ОГПБ. На думку майора, основним фактором падіння оборони цього району стала втрата контролю над Нікішиним, коли виникла загроза розділення угрупування українських військ на декілька малих оточень. Втрата відбулася після ротації у Нікішиному, коли туди зайшов один з батальйонів територіальної оборони замість розвідвзводу. Після втрати Нікішиного, в оточення потрапив Рідкодуб і погіршилася обстановка на «Балу», який був напрямом головного удару супротивника. Інший батальйон територіальної оборони оголив фланги роті 15 ОГПБ, внаслідок чого три опорні пункти прийшлося переміщувати вже в саме Чорнухине. В результаті цих втрат було відкрито доступ противника до самого Дебальцевого, базовий табір українських військ одразу почав зазнавати не тільки обстрілів з РСЗВ, але й з мінометів. Втрата Вуглегірська, на думку майора, в порівнянні з цими боями такого важливого значення не мала.[88]

## Матеріали
- Аналіз Генерального штабу ЗСУ щодо бойових дій на Дебальцевському плацдармі з 27 січня до 18 лютого 2015 року [Архівовано 18 лютого 2019 у Wayback Machine.] // Генеральний Штаб ЗСУ, 3 лютого 2016 (дзеркало [Архівовано 24 лютого 2018 у Wayback Machine.] // Новинарня)
- 5-ая танковая бригада ВС РФ в боях за Дебальцево. ФОТОрепортаж [Архівовано 5 квітня 2015 у Wayback Machine.], сайт Цензор. НЕТ, 03.04.2015
- След взят! 5-я танковая бригада ВС России воевала под Дебальцево: детальный отчет [Архівовано 7 квітня 2015 у Wayback Machine.], сайт Обозреватель, 03.04.2015
- Serg Marco (26.12.2015). Дебальцевский плацдарм: Вступление. Углегорск. Никишино (рос.) . petrimazepa.com. Архів оригіналу за 26 грудня 2015. Процитовано 26 грудня 2015.
- Serg Marco (26.12.2015). Дебальцевский плацдарм: Чернухино. Новогригорьевка. Логвиново (рос.) . petrimazepa.com. Архів оригіналу за 26 грудня 2015. Процитовано 26 грудня 2015.
- Serg Marco (26.12.2015). Дебальцевский плацдарм. Итог (рос.) . petrimazepa.com. Архів оригіналу за 26 грудня 2015. Процитовано 26 грудня 2015.
- Юрій Бутусов, Сдача Логвиново — 9 февраля 2015 года. Поворотный момент Дебальцевской операции [Архівовано 29 грудня 2017 у Wayback Machine.](рос.) // Цензор.нет, 10 лютого 2016
- Оксана Коваленко (18 лютого 2016). Дебальцівський плацдарм. Невідомі подробиці операції та переговорів у Мінську. Українська правда. Архів оригіналу за 24 січня 2020. Процитовано 19 лютого 2020.
- Керівник Генштабу звинуватив 40-й батальйон у здачі Дебальцевого. Архів оригіналу за 29 серпня 2015. Процитовано 29 червня 2016.
- Павло Солодько, Анна Чаплигіна Майор Великохатній: На блокпостах у Вуглегірську стояло кількадесят бійців [Архівовано 17 вересня 2017 у Wayback Machine.] // Українська правда, 4 лютого 2016
- В.Данилевич, Бой в Чернухино 31 января 2015-го [Архівовано 11 липня 2017 у Wayback Machine.] // Цензор.нет, 26 лютого 2016
- Павло Солодько, Анна Чаплигіна, Капітан Загородній: Якби всі воювали, не здали б Вуглегірськ [Архівовано 27 квітня 2018 у Wayback Machine.] // Українська правда, 23 лютого 2016
- Ярослав Тинченко, Дебальцівська статистика [Архівовано 23 вересня 2017 у Wayback Machine.] // Український тиждень, 18 лютого 2017
- Олексій Чхало (6 лютого 2018). Думки про Дебальцеве. petrimazepa.com. Петро та Мазепа. Архів оригіналу за 6 лютого 2018. Процитовано 7 лютого 2018.
- Олександр Шульман (8 лютого 2018). Лютнева «спека» Дебальцевого. na.mil.gov.ua. Народна армія. Архів оригіналу за 11 лютого 2018. Процитовано 12 лютого 2018.
- Д. Путята, Туман війни. Російські танки під Дебальцевим // Цензор.нет, 11 березня 2019
- В'ячеслав Шрамович, Український Дюнкерк: Чи могла Україна втримати Дебальцеве? [Архівовано 13 серпня 2020 у Wayback Machine.] // BBC News Україна, 19 лютого 2020
- Олександра Примаченко, Дебальцеве: історія про героїзм і боягузтво // Ракурс, 19 березня 2019
- Нестор Дим, Роковини виходу з Дебальцевого: 268 загиблих героїв. ПОВНИЙ СПИСОК // Новинарня, 18 лютого 2019

### Документальні фільми
- Євген Степаненко, Дебальцеве [Архівовано 29 січня 2019 у Wayback Machine.] // Військове телебачення України, 17 лютого 2016
- Богдан Піленко, Операція Дебальцеве [Архівовано 2 грудня 2020 у Wayback Machine.] // 112 Україна, 19 лютого 2016
- Євген Шевченко, Логвинове. 1 серія. [Архівовано 16 лютого 2019 у Wayback Machine.], Логвинове. 2 серія. [Архівовано 12 червня 2019 у Wayback Machine.] // Грані війни, 15 лютого — 9 березня 2019
- Олександр Дріз, Висота 307.5 [Архівовано 8 листопада 2020 у Wayback Machine.] // 1+1, 22 червня 2019

### Відео
- За правду завжди били — командир 25-го батальйону [Архівовано 27 липня 2019 у Wayback Machine.] // Громадське Телебачення, 25 лютого 2015